# Philippe Siffert

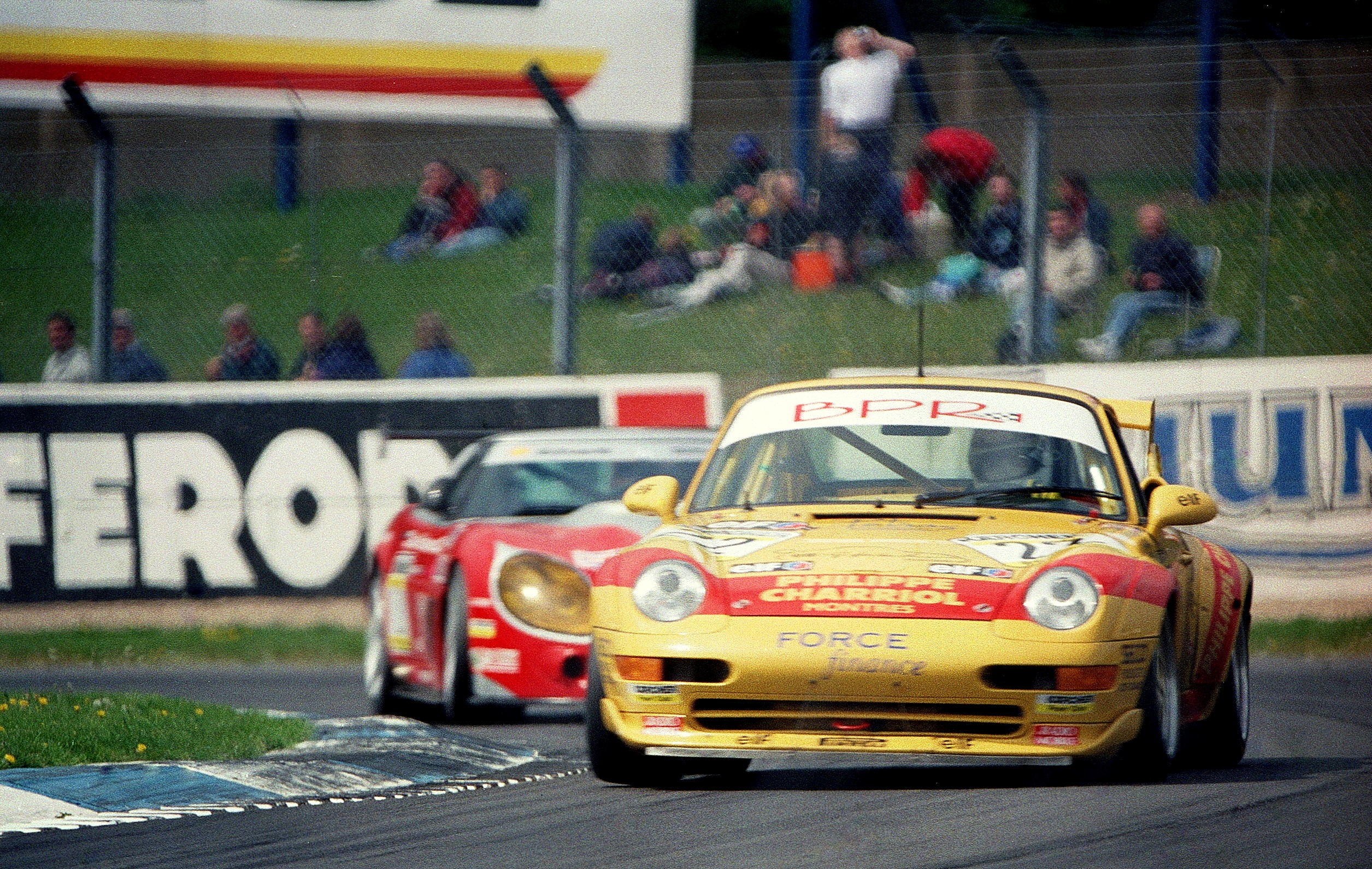
Der von Philippe Siffert beim 24-Stunden-Rennen von Le Mans 1995 gefahrene Porsche 911 GT2; hier beim 4-Stunden-Rennen von Donington

Philippe Siffert  (* 28. Januar 1971 in Freiburg im Üechtland) ist ein Schweizer Unternehmer und  ehemaliger Autorennfahrer.

## Karriere als Rennfahrer
Philippe Siffert ist der Sohn des Rennfahrers Jo Siffert. Er kam auf die Welt, bevor sein Vater zehn Monate später bei einem Formel-1-Rennen ohne Weltmeisterschaftsstatus in Brands Hatch tödlich verunglückte. Wie sein Vater begann er eine Karriere im Motorsport, die ihn über die Formel Ford bis zu einem Start beim 24-Stunden-Rennen von Le Mans führte, wo er 1995 gemeinsam mit Charles Margueron und Pierre de Thoisy einen Porsche 911 GT2 fuhr. Das Trio kam nach einem Unfall nicht ins Ziel.

## Unternehmer
1995 gründete Siffert Jo Siffert Chronographs, ein Unternehmen, das neben hochpreisigen Uhren auch Bekleidung herstellt und vertreibt. Philippe Siffert ist verheiratet und Vater dreier Kinder. Sein Sohn Jérémy wurde wie sein Vater und sein Grossvater Autorennfahrer.

## Statistik

### Le-Mans-Ergebnisse
| Jahr | Team                 | Fahrzeug        | Teamkollege       | Teamkollege      | Platzierung | Ausfallgrund |
| ---- | -------------------- | --------------- | ----------------- | ---------------- | ----------- | ------------ |
| 1995 | Elf Haberthur Racing | Porsche 911 GT2 | Charles Margueron | Pierre de Thoisy | Ausfall     | Unfall       |